# Grådö
Grådö – Småort (miejscowość) w Szwecji, w regionie Dalarna, w gminie Hedemora położona ok. 5 km na południe od miasta Hedemora.